# Тимківський Василь Федорович
Василь Тимківський (1781—1832) — український поет і перекладач, дослідник Кавказу, губернатор Бессарабської області. Дядько ректора Київського університету Михайла Максимовича. Також ад'ютант державного секретаря Російської імперії Александра Шишкова.
Брат Георгія, Івана, Іллі та Романа Тимківських. 

## Життєпис
Початкову освіту, як і брати, отримав під керівництвом черниць Золотоніського Благовіщенського монастиря. 
З дитинства підготовувався до вступу в чернецтво, але в Київській духовній академії, де здобув вищу освіту, захопився літературою і став проти наміру батьків. 
У студентські роки займався перекладами з іноземних мов і писав вірші на духовні та світські теми; кілька з них надруковано в книзі «Радісні відчуття муз» ( Київ, 1796), випущеної на честь нового київського митрополита Єрофея. 
Після закінчення академічного курсу кілька років жив у невеликому батьківському маєтку в Золотоніському повіті.  
У 1804 році з'явився у пресі його переклад «Подорожі Моріца Англією» Карла Моріца (Москва) і два роки по тому — «Життя графа Мініха» Герарда Галема (Москва, 1806). 
У 1810 році вступив на державну службу — до канцелярії Державної ради.  
Там перебував при голові департаменту державної економії Миколі Мордвинові.  
Напочатку 1812 року його взяв до себе тодішній державний секретар Олександр Шишков. Був постійним супутником і співробітником Шишкова у всіх його подорожах Російською імперією і Європою слідом за Олександром І. 
Пізніше обіймав посади правителя канцелярії при повноважному наміснику Бессарабської області, начальника обох відділень азіатського департаменту міністерства закордонних справ, голови Оренбурзької прикордонної комісії. На прохання головнокомандуючого в Грузії Олексія Єрмолова був відряджений до нього для особливих доручень. 
У 1826 році призначений губернатором Бессарабської області, ким і залишався до 1828.  
Помер в 1832 році. 

## Літературна діяльність
Під час перебування чиновником для доручень при бессарабському наміснику, Тимківський збирав матеріали для історії цього краю і використовував їх у праці «Історія Бессарабії» (написана в 1816 — 1817), ненадрукованій так як рукопис загинув під час петербурзької повені. 
Михайло Максимович свідчить про іншу роботу Тимківского, історичне дослідження під назвою «Князь Курбський», але про її долю нічого невідомо. Під час своїх подорожей і поїздок він вів подорожні нотатки і писав записки про Кавказ; ці рукописи теж, мабуть, загинули. Михайло Максимович, що бачив їх, відгукувався про автора так: «Сила його пера нерідко зрівнювалася з силою його захоплюючого усного слова, в якому я не знав йому рівних».
Історик та літературознавець Лев Шейман писав про Василя Тимківського:

Василя Тимківського називали, на відміну від його однофамільця «Тимківського-цензора», «Тимківським-Катоном» на честь відомого Катона Молодшого або Утічеського, улюбленця Радищева і декабристів.